# AB3ü Bay 04
Der AB3ü Bay 04 war ein dreiachsiger Durchgangswagen mit Seitengang der 1. und 2. Klasse, der mit der Blatt-Nr. 071 für die Königlich Bayerischen Staatseisenbahnen (K.Bay.Sts.B.) zum Einsatz im Schnellzugverkehr gebaut wurde.

## Beschaffung
Zwischen 1894 und 1905 beschafften die Königlich Bayerischen Staatseisenbahnen (K.Bay.Sts.B.) insgesamt 245 dreiachsige Wagen der Gattungen AB, B und C für den internationalen Schnellzugverkehr mit Übergangseinrichtungen. Bei 96 Wagen waren diese Übergänge von Wagen zu Wagen mit Faltenbälgen geschlossen und konnten so auch vom Publikum genutzt werden. Gekennzeichnet wurde die so hergerichteten Wagen mit dem Nebengattungszeichen ü. Mit Vertrag vom 15. Juni 1903 wurden bei der Waggonfabrik Josef Rathgeberin München insgesamt 10 Wagen des Typs AB3ü bestellt, welche dann 1904 zur Auslieferung kamen.

## Verbleib
Alle 10 Wagen wurden 1923 von der Reichsbahn übernommen. Mit dem Umbau 1933 wurde der Faltenbalg entfernt, die Klassenzuordnung geändert und die Wagen wurden zu BC3i Bay 04/33 umgezeichnet. Ein Wagen wurde bereits in den 1930-gern ausgemustert. Für insgesamt drei Wagen kann der Verbleib am Kriegsende 1945 nicht mehr nachgewiesen werden. Die restlichen Wagen kamen noch zur Bundesbahn und wurden dort bis 1959 ausgemustert.

## Konstruktive Merkmale

### Untergestell
Der Rahmen der Wagen bestand komplett aus Eisen und war aus Walzprofilen zusammengenietet. Die äußeren Längsträger hatten eine U-Form mit nach außen weisenden Flanschen. Als Zugeinrichtung hatten die Wagen Schraubenkupplungen mit Sicherheitshaken nach VDEV, die Zugstange war durchgehend und mittig gefedert. Als Stoßeinrichtung besaßen die Wagen Stangenpuffer mit einer Einbaulänge von 650 Millimetern, die Pufferteller hatten einen Durchmesser von 370 Millimetern.

### Laufwerk
Die Wagen hatten genietete Fachwerkachshalter aus Flacheisen mit der kurzen, geraden Bauform. Gelagert waren die Achsen in Gleitachslager. Die Räder hatten Speichenradkörper, das mittlere Rad war seitlich verschiebbar. Die mittlere Achse wurde ebenfalls gebremst.
Bremse: Handbremse im geschlossenen Übergang an einem Wagenende. Für die Übergangsfähigkeit auf fremde Bahnen wurden alle Wagen sowohl mit Westinghouse- als auch mit Saugluftbremsen (z. B. für Österreich) ausgerüstet.

### Wagenkasten
Das Wagenkastengerippe bestand aus einem hölzernen Ständerwerk. Es war außen mit Blech und innen mit Holz verkleidet. Die Seitenwände waren glatt. Die Wagen besaßen ein gewölbtes Dach ohne Oberlichtaufbau.
Der Innenraum hatte insgesamt vier- und ½ Abteile mit gepolsterten Sitzbänken, die zum Seitengang mit Schiebetüren abgeschlossen waren. Das halbe Abteil der 1. Klasse hatte 2, das Vollabteil 4 Sitzplätze. Die Abteile der 2. Klasse hatten jeweils 6 Sitzplätze. Die Reihung der Abteile war von der Bremserseite aus gesehen: I, I, II, II, II. Der Wagen hatte 1 Abort, welcher sich an dem der Bremserseite gegenüberliegenden Wagenende befand. Die Sitze der 1. Klasse konnten zu Schlaflagern umgebaut werden.

### Ausstattung
Zur Beheizung verfügten die Wagen über eine Dampfheizung. Die Belüftung erfolgte über Dachlüfter bzw. über die versenkbaren Fenster. Die Beleuchtung erfolgte durch Gaslampen. Die zwei Vorratsbehälter hingen in Wagenlängsrichtung am Rahmen. Mit dem Umbau 1933 erhielten die Wagen eine elektrische Beleuchtung.
Für den Übergang zu benachbarten Bahnen in Österreich, der Schweiz und Italien erhielten die Wagen entsprechende Signalhalter.

## Bemerkung
Mit dem Umbau 1933 wurden die Faltenbälge entfernt. Die Abteile der 1. Klasse wurden ohne Änderung der Sitzaufteilung zu solchen der 2. Klasse umgebaut. Zwei Abteile der 2. Klasse wurden mit Holzbänken ausgestattet und zu Abteilen der 3. Klasse. Insgesamt wurden so zehn Wagen zu BC3i Bay 04/33 umgebaut.

## Skizzen, Musterblätter, Fotos

Ansicht zu Blatt 71 aus WV von 1913
Ansicht zu AB3ü Bay 04 aus Skizzenbuch von 1930
Ansicht zu BC3i Bay 04/33 aus Skizzenbuch von 1930

## Wagennummern
Die Daten sind in den diversen Wagenpark-Verzeichnissen der Kgl. Bayer. Staatseisenbahnen sowie im Literaturverzeichnis aufgeführt sowie den Büchern von Emil Konrad (Reisezugwagen der deutschen Länderbahnen, Band II) und Alto Wagner (Bayerische Reisezugwagen) entnommen.
| Blatt-Nr. Herstelld.         | Blatt-Nr. Herstelld.         | Blatt-Nr. Herstelld.         | Gattungszeichen je Epoche Wagennummern je Epoche (mit Direktionsangaben) | Gattungszeichen je Epoche Wagennummern je Epoche (mit Direktionsangaben) | Gattungszeichen je Epoche Wagennummern je Epoche (mit Direktionsangaben) | Gattungszeichen je Epoche Wagennummern je Epoche (mit Direktionsangaben) | Gattungszeichen je Epoche Wagennummern je Epoche (mit Direktionsangaben) | Gattungszeichen je Epoche Wagennummern je Epoche (mit Direktionsangaben) | Gattungszeichen je Epoche Wagennummern je Epoche (mit Direktionsangaben) | Fahrwerk      | Fahrwerk | Fahrwerk                  | Fahrwerk                    | Fahrwerk                  | Ausstattung               | Ausstattung               | Ausstattung                          | Ausstattung                          | Ausstattung                          | Ausstattung                          | Ausstattung                          | Ausstattung | Ausstattung | Zusatzinfos    | Zusatzinfos |
| Bau- jahr                    | Her- steller                 | An- zahl                     | ab 1907                                                                  | Rep. (1919)                                                              | DR (ab 1923)                                                             | DRG (ab 1930)                                                            | DRG n. Umbau                                                             | Ausge- mustert                                                           | letzt. Heimat-Bf.                                                        | Anz. Ach- sen | LüP (mm) | Unt. Gest.                | LA.                         | Brem- sen                 | Bl.                       | Hz.                       | Art u.Anz. Abteile (Sitze je Klasse) | Art u.Anz. Abteile (Sitze je Klasse) | Art u.Anz. Abteile (Sitze je Klasse) | Art u.Anz. Abteile (Sitze je Klasse) | Art u.Anz. Abteile (Sitze je Klasse) | Mil.        | Mil.        | Sig- nal- hlt. | Bemerkung   |
| Blatt-Nr. aus WV von Gattung | Blatt-Nr. aus WV von Gattung | Blatt-Nr. aus WV von Gattung | 71 1913 AB3ü                                                             |                                                                          | AB3ü Bay 04                                                              | AB3ü Bay 04                                                              | BC3i Bay 04/33                                                           |                                                                          |                                                                          |               |          | (siehe jeweilige Legende) | (siehe jeweilige Legende)   | (siehe jeweilige Legende) | (siehe jeweilige Legende) | (siehe jeweilige Legende) | A                                    | 1.                                   | 2.                                   | 3.                                   | 4.                                   | O           | M           |                |             |
| ---------------------------- | ---------------------------- | ---------------------------- | ------------------------------------------------------------------------ | ------------------------------------------------------------------------ | ------------------------------------------------------------------------ | ------------------------------------------------------------------------ | ------------------------------------------------------------------------ | ------------------------------------------------------------------------ | ------------------------------------------------------------------------ | ------------- | -------- | ------------------------- | --------------------------- | ------------------------- | ------------------------- | ------------------------- | ------------------------------------ | ------------------------------------ | ------------------------------------ | ------------------------------------ | ------------------------------------ | ----------- | ----------- | -------------- | ----------- |
| 1904                         | Rathg.                       | 10                           | 1362                                                                     |                                                                          | 29 023 Mü                                                                | 13 240 Mü                                                                | 13 240 Mü                                                                | xx/193x                                                                  | München                                                                  | 2             | 14.074   | E                         |                             | Pl Wsbr Hnr Ahbr          | Ggl.                      | D                         | 1                                    | 1 ½ (6)                              | 3 (18)                               |                                      |                                      | 24          |             | AT CH IT       |             |
| 1904                         | Rathg.                       | 10                           | 1363                                                                     |                                                                          | 29 024 Mü                                                                | 13 241 Mü                                                                | 13 241 Mü                                                                | 01/1951                                                                  | München                                                                  | 2             | 14.074   | E                         | Altschadwagen               | Pl Wsbr Hnr Ahbr          | Ggl.                      | D                         | 1                                    | 1 ½ (6)                              | 3 (18)                               |                                      |                                      | 24          |             | AT CH IT       |             |
| 1904                         | Rathg.                       | 10                           | 1364                                                                     |                                                                          | 29 025 Mü                                                                | 13 242 Mü                                                                | 13 242 Mü                                                                | 07/1956                                                                  | München                                                                  | 2             | 14.074   | E                         | ab 1955 DB Nummer 38 012 Mü | Pl Wsbr Hnr Ahbr          | Ggl.                      | D                         | 1                                    | 1 ½ (6)                              | 3 (18)                               |                                      |                                      | 24          |             | AT CH IT       |             |
| 1904                         | Rathg.                       | 10                           | 1365                                                                     |                                                                          | 29 026 Mü                                                                | 13 243 Mü                                                                | 13 243 Mü                                                                | 11/1951                                                                  | München                                                                  | 2             | 14.074   | E                         | Altschadwagen               | Pl Wsbr Hnr Ahbr          | Ggl.                      | D                         | 1                                    | 1 ½ (6)                              | 3 (18)                               |                                      |                                      | 24          |             | AT CH IT       |             |
| 1904                         | Rathg.                       | 10                           | 1366                                                                     |                                                                          | 29 027 Mü                                                                | 13 244 Mü                                                                | 13 244 Mü                                                                | 12/1956                                                                  | München                                                                  | 2             | 14.074   | E                         | ab 1955 DB Nummer 91 051 Au | Pl Wsbr Hnr Ahbr          | Ggl.                      | D                         | 1                                    | 1 ½ (6)                              | 3 (18)                               |                                      |                                      | 24          |             | AT CH IT       |             |
| 1904                         | Rathg.                       | 10                           | 1367                                                                     |                                                                          | 29 028 Mü                                                                | 13 245 Mü                                                                | 13 245 Mü                                                                | 1945 ?                                                                   | München                                                                  | 2             | 14.074   | E                         | Pl Wsbr Ahbr                | AT                        | Ggl.                      | D                         | 1                                    | 1 ½ (6)                              | 3 (18)                               |                                      |                                      | 24          |             |                |             |
| 1904                         | Rathg.                       | 10                           | 1368                                                                     |                                                                          | 29 029 Mü                                                                | 13 246 Mü                                                                | 13 246 Mü                                                                | 06/1959                                                                  | München                                                                  | 2             | 14.074   | E                         | Pl Wsbr Ahbr                | AT                        | Ggl.                      | D                         | 1                                    | 1 ½ (6)                              | 3 (18)                               | ab 1955 DB Nummer 91 052 Au          |                                      | 24          |             |                |             |
| 1904                         | Rathg.                       | 10                           | 1369                                                                     |                                                                          | 29 030 Mü                                                                | 13 147 Mü                                                                | 13 147 Mü                                                                | 1945 ?                                                                   | München                                                                  | 2             | 14.074   | E                         | Pl Wsbr Ahbr                | AT                        | Ggl.                      | D                         | 1                                    | 1 ½ (6)                              | 3 (18)                               |                                      |                                      | 24          |             |                |             |
| 1904                         | Rathg.                       | 10                           | 1370                                                                     |                                                                          | 29 005 Nür                                                               | 13 248 Nür                                                               | 13 248 Nür                                                               | 10/1955                                                                  | Nürnberg                                                                 | 2             | 14.074   | E                         | Pl Wsbr Ahbr                | AT                        | Ggl.                      | D                         | 1                                    | 1 ½ (6)                              | 3 (18)                               | ab 1955 DB Nummer 91 053 Nür         |                                      | 24          |             |                |             |
| 1904                         | Rathg.                       | 10                           | 1371                                                                     |                                                                          | 29 006 Nür                                                               | 13 249 Nür                                                               | 13 249 Nür                                                               | 05/1950                                                                  | Nürnberg                                                                 | 2             | 14.074   | E                         | Pl Wsbr Ahbr                | AT                        | Ggl.                      | D                         | 1                                    | 1 ½ (6)                              | 3 (18)                               | Altschadwagen                        |                                      | 24          |             |                |             |